# Leszkowice (województwo dolnośląskie)
Leszkowice (niem. Leschkowitz) – wieś w Polsce, położona w województwie dolnośląskim, w powiecie głogowskim, w gminie Pęcław.

## Położenie
Miejscowość jest położona nad rzeką Odrą.

## Podział administracyjny
W latach 1975–1998 miejscowość należała administracyjnie do województwa legnickiego. 1 stycznia 2011 zmieniono status miejscowości z przysiółka na wieś.

## Nazwa
Nazwa pochodzi prawdopodobnie od staropolskiego imienia męskiego Leszek. Z kolei według niemieckiego językoznawcy Heinricha Adamy’ego nazwa miejscowości pochodzi od polskiej nazwy las. W swoim dziele o nazwach miejscowych na Śląsku wydanym w 1888 roku we Wrocławiu wymienia jako najstarszą zanotowaną nazwę miejscowości Lesin podając jej znaczenie „Dorf im Walde" czyli po polsku "Wieś w lesie”. Niemcy zgermanizowali nazwę na Leschkowitz w wyniku czego utraciła ona swoje pierwotne znaczenie.
W 1295 w kronice łacińskiej Liber fundationis episcopatus Vratislaviensis (pol."Księdze uposażeń biskupstwa wrocławskiego") miejscowość wymieniona jest w zlatynizowanej formie  Leschowiczii.
Po dojściu do władzy narodowych socjalistów dnia 30 listopada 1936 r. w miejsce nazwy Leschkowitz administracja III Rzeszy wprowadziła nową, całkowicie niemiecką nazwę Fähreichen, a 1 kwietnia 1937 r. połączono miejscowość z Kotowicami. Przed połączeniem miejscowość była też nazywana Ober-Fähreichen (dla odróżnienia od Kotowic – Nieder-Fähreichen).

## Demografia
W roku 1925 miejscowość zamieszkiwało 213 osób, natomiast w 1937 roku zamieszkiwało ją około 160 osób.

## Historia
Przed II wojną światową w miejscowości działał prom przez Odrę (w ciągu obecnej drogi wojewódzkiej nr 330), a także znajdowały się w niej gorzelnia, hodowla koni, 2 gospody, poczta, remiza strażacka, młyn wiatrowy i sklep. W miejscowości znajduje się 6 dębów – pomników przyrody. W okolicy miejscowości znajdują się zrujnowane elementy fortyfikacji.

## Zabytki
Do wojewódzkiego rejestru zabytków wpisane są obiekty:
- zespół dworski, z XVIII-XX wieku
  - dwór
  - park
  - aleja lipowa.